# Ischnus pinguis
Ischnus pinguis là một loài tò vò trong họ Ichneumonidae.